# Gemini Suite Live
Gemini Suite Live  är en liveinspelning av gruppen Deep Purple. Inspelningen gjordes 1970 i the Royal Festival Hall, London, det dröjde drygt 20 år innan den blev utgiven på skiva.
Gemini Suite är ett verk av kompositören och musikern Jon Lord, medlem i gruppen Deep Purple, 1968 till 2002. Efter sitt första försök att skriva musik för symfoniorkester och rockgrupp, Concerto for Group and Orchestra, gjorde Jon Lord ytterligare ett liknande musikstycke. Det framfördes dock endast en gång av gruppen Deep Purple.

## Musiker
- Ian Gillan - sång
- Ritchie Blackmore - gitarr
- Roger Glover - bas
- Ian Paice - trummor
- Jon Lord - orgel, keyboards

- The Orchestra of the Light Music Society
- Malcolm Arnold, dirigent

## Studioinspelning
Jon Lord spelade in verket i studio året därpå, 1971. Musiker vid detta tillfälle: Albert Lee spelade gitarr; Jon Lord spelade orgel och piano; Ian Paice spelade trummor; Yvonne Elliman och Tony Ashton sjöng; Roger Glover spelade bas.

## Innehåll
Konserten är uppdelad i 3 "movements"
1. First Movement: Guitar, Organ
2. Second Movement: Voice, Bass
3. Third Movement: Drums, Finale